# Armen Dżigarchanian
Armen Dżigarchanian (orm. Արմեն Ջիգարխանյան; ros. Армен Джигарханян; ur. 3 października 1935 w Erywaniu, zm. 14 listopada 2020 w Moskwie) – radziecki i ormiański aktor filmowy, teatralny i głosowy. Ludowy Artysta ZSRR.
Pochowany na Cmentarzu Wagańkowskim w Moskwie.

## Filmografia

### Filmy fabularne
- 1981: Teheran 43 jako Max Richard
- 1990: Sto dni do rozkazu
- 1997: Poniedziałkowe dzieci

### Filmy animowane
- 1982: Był sobie pies jako Wilk (głos)
- 1987: Jak osiołek rozchorował się ze smutku (głos)
- 1988: Wyspa skarbów jako John Silver (głos)
- 1990: Szary Wilk i Czerwony Kapturek jako Szary Wilk (głos)